# Université nationale de Mongolie
L’université nationale de Mongolie (en mongol : Монгол Улсын Их Сургууль, Mongol Ulsyn Ikh Surguul) est la plus grande université du pays. Elle est située à Oulan-Bator.

## Personnalités liées à l'université

### Étudiants
- Baatarsuren Shuudertsetseg, journaliste, écrivaine, réalisatrice, humanitaire et militante mongole